# 동의부대
대한민국 제924의료지원단 (大韓民國 第924醫療支援團, 상징명칭 : 동의부대(東醫部隊))은 2001년 12월 18일부터 2007년 12월 23일까지 존재했던 대한민국 육군의 의료지원단이다. 항구적 자유 작전에 참전하여 바그람 공군 기지에 주둔하며 민사 임무를 수행하였다.
초음파 장비, 위내시경, 마취 장비, 방사선과 병리 검사 장비등 등을 갖춘 이동 외과 병원 수준의 부대로, 규모는 백명 정도이다. 3개월간의 파병훈련을 받고, 2002년 2월 27일에 아프가니스탄으로 파병되었다.
탈레반이 선교단을 납치하고 대한민국 정부에 파병중인 모든 부대를 철수시켜라는 요구를 하자, 그들의 요구을 받아들기로 함에 따라 아프가니스탄에 주둔하고 있는 모든 자국의 파병 부대에 철수 명령을 내렸다. 그에 따라 동의부대는 결국 2007년 12월 23일, 바그람 국제 공항에서 철수하였다.

## 연표
- 2001년 12월 18일, 제924의료지원단 창설
- 2002년
  - 2월 27일, 육군 의료지원단 (동의부대) 파병
  - 8월 27일, 육군 의료지원단 (동의부대) 2진 파병
- 2003년
  - 2월 27일, 한국군지원단 1진, 다산 1진, 동의부대 3진 파병 / 부대교대
  - 8월 27일, 한국군지원단 2진, 다산 2진, 동의부대 4진 부대교대
- 2004년
  - 2월 27일, 5진 파병 및 교대
  - 8월 27일, 6진 파병 및 교대
- 2005년
  - 2월 27, 7진 파병 및 교대
  - 8월 25, 8진 파병 및 교대
- 2006년
  - 2월 23일, 9진 파병 및 교대
  - 9월 13일, 10진 파병 및 교대
- 2007년
  - 4월 3일, 11진 파병 및 교대.
  - 12월 14일, 아프가니스탄에서 철수.

## 역대 지휘관
역대 지휘관은 아래와 같다.
| #  | 계급/성명   | 기간                      |
| -- | ----------- | ------------------------- |
| 1  | 대령 남택서 | 2002. 2. 27.~2002. 8. 26. |
| 2  | 대령 김국환 | 2002. 8. 27.~2003. 2. 26. |
| 3  | 대령 김수현 | 2003. 2. 27.~2003. 8. 26. |
| 4  | 대령 이명학 | 2003. 8. 27.~2004. 2. 26. |
| 5  | 대령 김용득 | 2004. 2. 27.~2004. 8. 26. |
| 6  | 중령 윤상록 | 2004. 2. 27.~2005. 8. 26. |
| 7  | 중령 최호   | 2005. 2. 27.~2005. 8. 24. |
| 8  | 중령 여충근 | 2005. 8. 25.~2006. 2. 22. |
| 9  | 중령 문준필 | 2006. 2. 23.~2006. 9. 14. |
| 10 | 중령 최봉룡 | 2006. 9. 15.~2007. 4. 1.  |
| 11 | 중령 김승기 | 2007. 4. 2.~2007. 12. 14. |

## 같이 보기
- 아프가니스탄 전쟁 (2001년~2021년)
- 탈레반 한국인 납치 사건
- 제100건설공병단 "다산"
- 항구적 자유 작전